# AX Водолея
AX Водолея (лат. AX Aquarii) — одиночная переменная звезда в созвездии Водолея на расстоянии (вычисленном из значения параллакса) приблизительно 12549 световых лет (около 3848 парсеков) от Солнца. Видимая звёздная величина звезды — от +13,7m до +13m.

## Характеристики
AX Водолея — жёлто-белая пульсирующая переменная звезда типа RR Лиры (RRC) спектрального класса F. Эффективная температура — около 7255 К.